# جی استرینگ

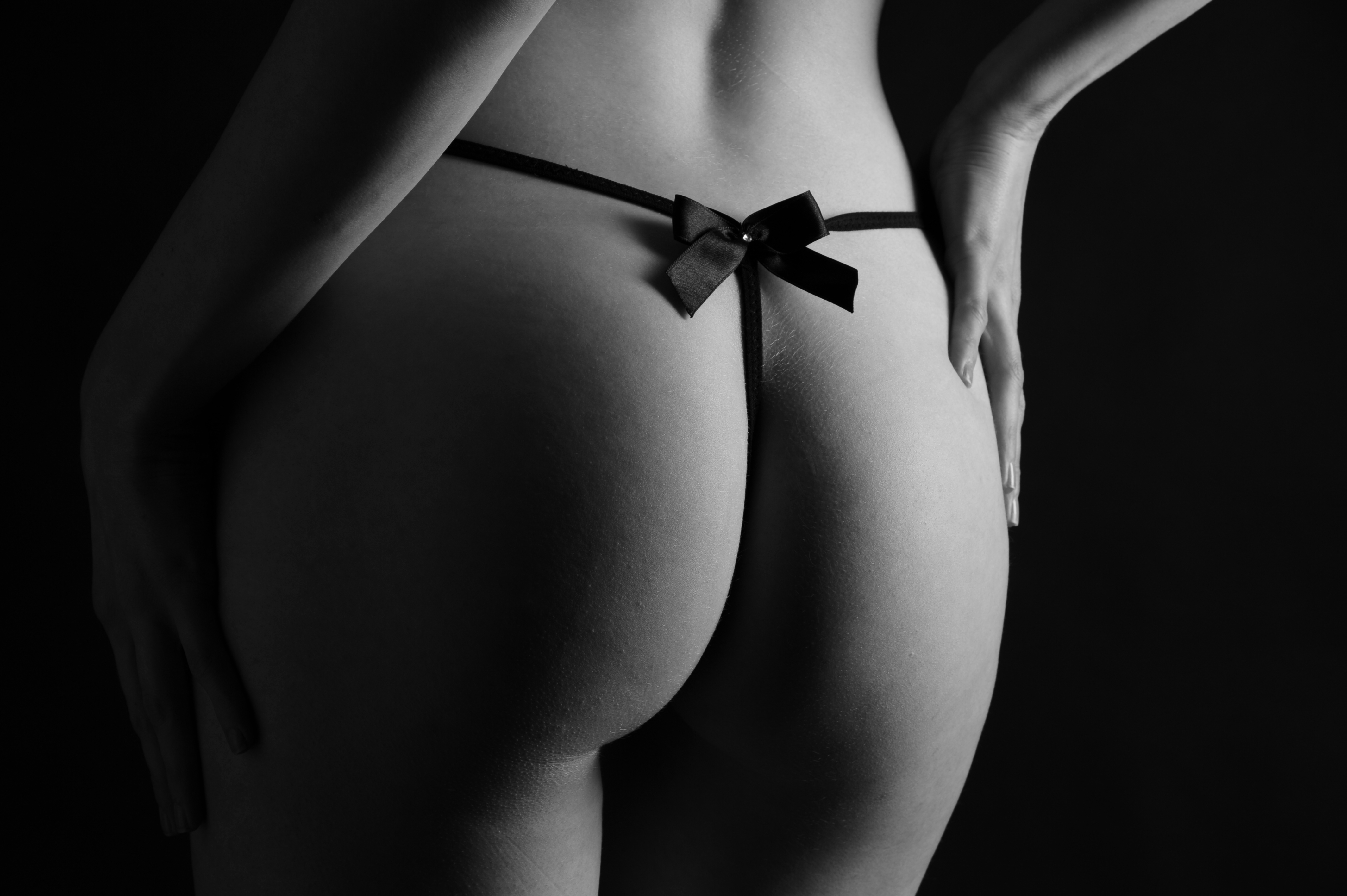
عکس سیاه و سفید از نمای پشت لباس (زن)

جی استرینگ (به انگلیسی: G-string) یا نخ در بهشت، نوعی شورت بندی است که یک نوار یا بند نازک به عنوان کمربند لباس از دور مفصل ران می‌گذرد، در پشت نوار نازک دیگری از شکاف باسن عبور می‌کند و تکه کوچکی (از مواد مختلف) اندام جنسی را در جلو می‌پوشاند. طرح‌هایی هم برای مردان و هم برای زنان وجود دارد. مدل‌های مردانه مشابه زنانه هستند اما قسمت جلو به جای یک تکه، همانند یک کیسه است تا اندام تناسلی مردانه را در خود جای دهد. این شورت‌ها معمولاً به عنوان لباس زیر یا لباس شنا یا توسط استریپرها پوشیده می‌شوند.
به عنوان لباس زیر، این شورت را می‌توان به دیگر شورت‌های زنانه ترجیح داد؛ به عنوان نمونه، هنگام استفاده با لباس‌های مجلسی، تا خط لباس زیر غیرقابل مشاهده شود، یا به منظور افزایش جذابیت جنسی.
گاهی دو اصطلاح نخ در بهشت و شورت بندی به جای یکدیگر یا به یک منظور استفاده می‌شوند. اما از نظر فنی میزان پوشش این لباس‌ها متفاوت است. نخ در بهشت نوار پشتی نازک‌تری نسبت به دیگر شورت‌های بندی دارد و معمولاً کمربند نازک‌تری هم دارد. این اتصال دهنده‌ها اغلب همانند یک نخ هستند تا یک نوار پارچه.

## نگارخانه

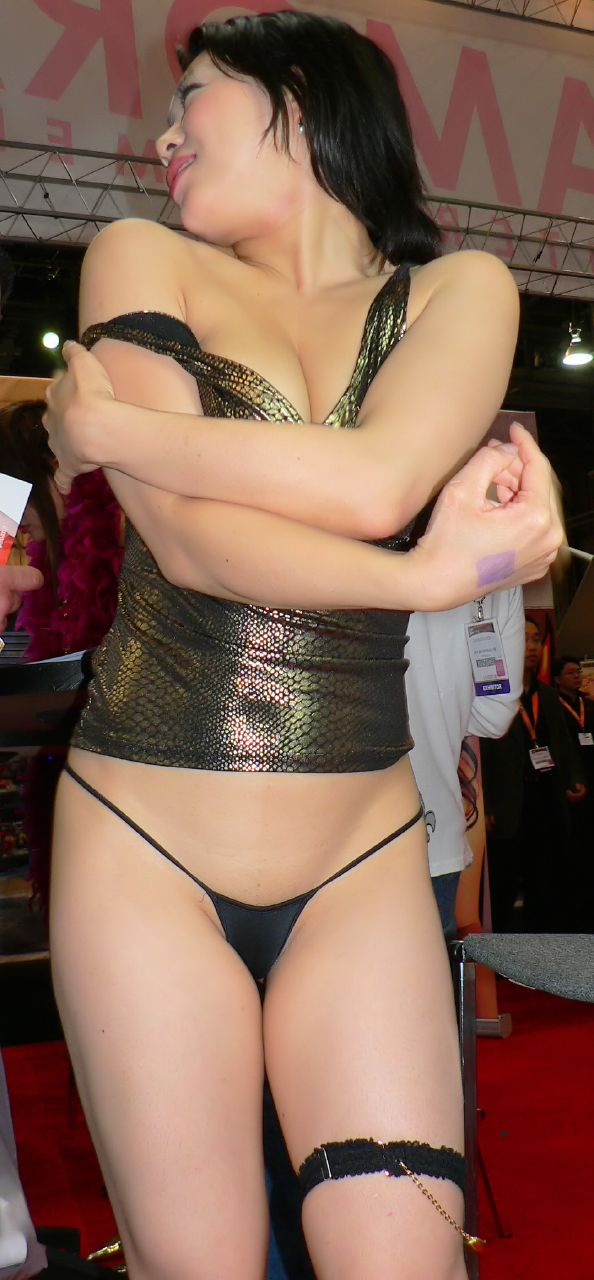
نمای جلو
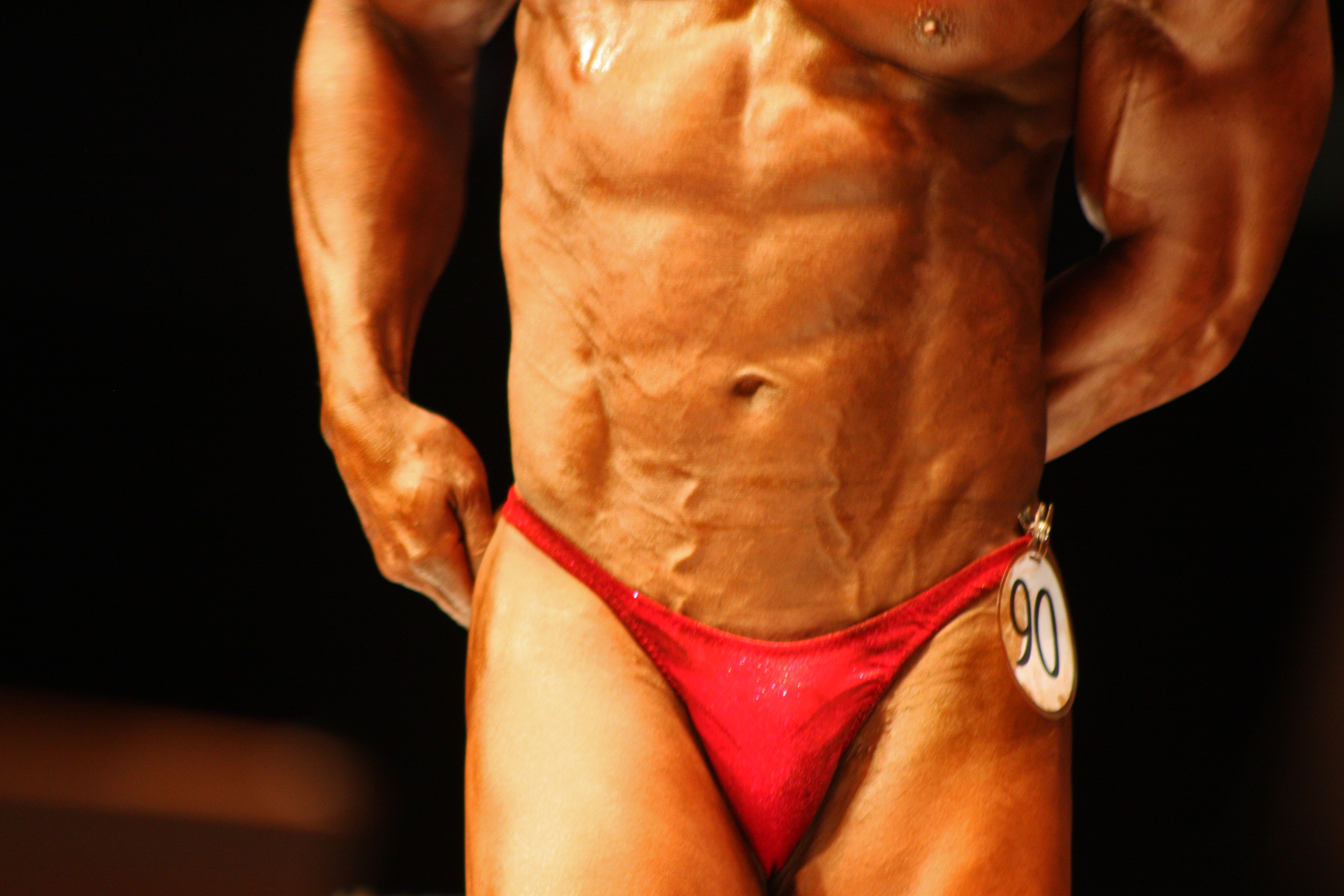
مدل مردانه
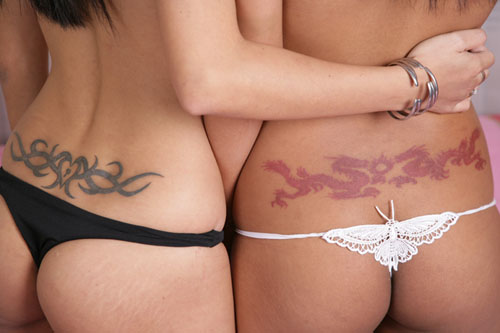
نخ در بهشت (راست) در مقایسه با دیگر شورت‌های بندی (چپ)